# فرودگاه سیسیا
فرودگاه سیسیا (به انگلیسی: Cicia Airport) یک فرودگاه همگانی با کد یاتا ICI است . این فرودگاه در کشور فیجی قرار دارد و در ارتفاع ۴ متری از سطح دریا واقع شده‌است.

## شرکت‌های هواپیمایی و مقصدهای پروازی
| شرکت‌های هواپیمایی               | مقصدهای پروازی |
| ------------------------------- | -------------- |
| فیجی ایرویز اجرا توسط فیجی لینک | نوسوری         |